# Thiadric Hansen
Thiadric Hansen (* 26. Dezember 1992 in Flensburg) ist ein deutscher Footballspieler.

## Laufbahn
Hansen wurde in der Jugend der Flensburg Sealords ausgebildet, 2012 wechselte er zu den Kiel Baltic Hurricanes in die höchste deutsche Spielklasse, die GFL. In der Saison 2012 erreichte er mit der Mannschaft aus Schleswig-Holsteins Landeshauptstadt das Endspiel um die deutsche Meisterschaft, man musste sich dort aber den Schwäbisch Hall Unicorns geschlagen geben. 2014 und 2015 gewann der Linebacker mit den Kielern jeweils den Titel in der European Football League (EFL). Mit der deutschen Nationalmannschaft wurde er 2017 bei den World Games in Breslau Zweiter.
Nach sieben Spieljahren in Kiel sah sich Hansen nach einem anderen Verein um, im Januar 2019 wurde er bei den Potsdam Royals als Neuzugang vorgestellt. Im Frühling 2019 nahm er an einer Sichtungsveranstaltung der kanadischen CFL teil, beim erstmals von der Liga durchgeführten Draftverfahren für europäische Spieler sicherten sich im April 2019 die Winnipeg Blue Bombers die Rechte an Hansen. Er bestritt keine GFL-Spiel für Potsdam, anstatt wie zunächst vorgesehen das Spieljahr 2019 bei den Brandenburgern zu verbringen, wechselte der Flensburger nach Kanada, nachdem er sich in einem Trainingslager für einen Platz in Winnipegs Aufgebot empfohlen hatte. Anders als im bisherigen Verlauf seiner Karriere wurde er in Winnipeg nicht auf der Linebacker-Position, sondern als Defensive End eingesetzt. Im November 2019 gewann Hansen mit seiner Mannschaft die den Grey Cup, die Meisterschaft der CFL. Die CFL-Saison 2020 wurde wegen der Covid-19-Pandemie abgesagt, Hansen spielte für die Panthers Wrocław in Polen und wurde mit der Mannschaft polnischer Meister. Gleichzeitig trainierte er bei den Katy Wroclawskie Jaguars, Kooperationspartner der Panthers, die Defensive Line.
Im Mai 2021 vermeldeten die Cologne Centurions aus der neugegründeten europäischen Spielklasse ELF seine Verpflichtung, der Vertrag enthielt aber eine Ausstiegsklausel für eine Rückkehr in die kanadische CFL. Diese trat in Kraft, als Hansen sich wieder Winnipeg anschloss. Mit den Blue Bombers gewann Hansen im Dezember erneut den Grey Cup.
Im Februar 2024 wurde er als Neuzugang der Toronto Argonauts verkündet.